# Tour der südafrikanischen Rugby-Union-Nationalmannschaft nach Großbritannien und Irland 1969/70
| Tour der Springboks nach Großbritannien und Irland 1969/70 | Tour der Springboks nach Großbritannien und Irland 1969/70 | Tour der Springboks nach Großbritannien und Irland 1969/70 | Tour der Springboks nach Großbritannien und Irland 1969/70 | Tour der Springboks nach Großbritannien und Irland 1969/70 |
| Übersicht                                                  | S                                                          | G                                                          | U                                                          | N                                                          |
| ---------------------------------------------------------- | ---------------------------------------------------------- | ---------------------------------------------------------- | ---------------------------------------------------------- | ---------------------------------------------------------- |
| Test Matches                                               | 04                                                         | 0                                                          | 2                                                          | 2                                                          |
| Sonstige Spiele                                            | 22                                                         | 17                                                         | 3                                                          | 2                                                          |
| Gesamt                                                     | 26                                                         | 17                                                         | 5                                                          | 4                                                          |
|                                                            |                                                            |                                                            |                                                            |                                                            |
| England                                                    | 1                                                          | 0                                                          | 0                                                          | 1                                                          |
| Irland                                                     | 1                                                          | 0                                                          | 1                                                          | 0                                                          |
| Schottland                                                 | 1                                                          | 0                                                          | 0                                                          | 1                                                          |
| Wales                                                      | 1                                                          | 0                                                          | 1                                                          | 0                                                          |

Die Tour der südafrikanischen Rugby-Union-Nationalmannschaft nach Großbritannien und Irland 1969/70 umfasste eine Reihe von Freundschaftsspielen der Springboks, der Nationalmannschaft Südafrikas in der Sportart Rugby Union. Das Team reiste von November 1969 bis Februar 1970 durch das Großbritannien und Irland, wobei es 26 Spiele bestritt. Dazu gehörten vier Test Matches gegen die Nationalmannschaften der britischen Home Nations sowie 22 weitere Begegnungen mit Vereinen und Auswahlteams. Aus Sicht der Südafrikaner verlief die Tour wenig erfolgreich: Sie verloren zwei der Test Matches und spielten in den beiden anderen unentschieden, hinzu kamen zwei weitere Niederlagen und drei Unentschieden. Begleitet wurde die Tour von zahlreichen und zum Teil heftigen Anti-Apartheid-Protesten.

## Proteste
Das Apartheid-System rückte erstmals 1968 ins Bewusstsein der breiten Öffentlichkeit in Großbritannien, als der Cricketspieler Basil D’Oliveira auf Rücksicht auf die Rassengesetze nicht für die geplante Südafrikatour der englischen Cricket-Nationalmannschaft berücksichtigt wurde und dies zu einer Kontroverse führte. Wegen der Verletzung eines anderen Spielers rückte D’Oliveira zwar in den Kader nach, doch als der südafrikanische Premierminister Balthazar Johannes Vorster dessen Einreise verweigerte, blieb dem Marylebone Cricket Club keine andere Wahl, als die Tour abzusagen. Ein Jahr später sorgte die Ankündigung, dass sowohl die Rugby-Union- als auch die Cricket-Nationalmannschaft Südafrikas eine Tour durch Großbritannien planten, für ein Wiederaufflammen der heftig geführten Debatte. Daraufhin bildete sich die vom 19-jährigen Studenten Peter Hain angeführte Protestorganisation Stop the Seventy Tour. Ihr Ziel war es vor allem, die für 1970 geplante Cricket-Tour zu verhindern; die während der Rugby-Tour vorgesehenen Störaktionen betrachtete sie als „Hauptprobe“.
Lautstarke Demonstrationen zu Beginn der Springboks-Tour verliefen zunächst friedlich, erzeugten aber viel Aufmerksamkeit seitens der Medien. Am 15. November 1969 kam es in Swansea zu Beginn des Spiels gegen den Swansea RFC erstmals zu Auseinandersetzungen mit der Polizei. Kurz nach Beginn der zweiten Halbzeit stürmten mehrere hundert Demonstranten das Spielfeld, legten sich auf den Rasen und erzwangen eine Unterbrechung des Spiels. Polizisten und von den Rugbyvereinen angeheuerte Schläger trieben die Demonstranten aus dem Stadion, sodass das Spiel fortgesetzt werden konnte. Mehr als 100 Personen, darunter elf Polizisten, wurden dabei verletzt. Vor allem die Gewaltbereitschaft der Schläger sorgte weltweit für Schlagzeilen. Sechs Tage später waren die Ereignisse in Swansea Thema einer Debatte im House of Commons. Innenminister James Callaghan schreckte davor zurück, die Tour abzusagen. Er wies die Polizeikräfte jedoch an, ihre Präsenz zu verstärken sowie Schlägerbanden und Demonstranten voneinander fernzuhalten. Die restlichen Spiele konnten störungsfrei durchgeführt werden, während die Demonstrationen nicht abrissen und es zu zahlreichen Verhaftungen kam. Mitorganisator der Proteste in Edinburgh war der spätere britische Premierminister Gordon Brown. Callaghan übte massiven politischen Druck aus und erreichte am 22. Mai 1970, dass die geplante Crickettour der Südafrikaner abgesagt wurde. Zuvor hatten mehrere afrikanische und asiatische Staaten damit gedroht, die bevorstehenden Commonwealth Games zu boykottieren.
Unter dem Eindruck der Ereignisse in Großbritannien bildete sich in Irland, wohin die Springboks zu Beginn des Jahres 1970 reisten, ebenfalls eine linksgerichtete Protestbewegung. Verschiedene Akteure des Nordirlandkonflikts schlossen sich den Protesten an, was die Polizei in Alarmbereitschaft versetzte. Die sozialistische Bürgerrechtsbewegung People’s Democracy hielt in einer Mitteilung fest, es sei „keine Überraschung, dass die korrupte und bösartige unionistische Clique rassistische Südafrikaner bewundert.“ Angesichts der unsicheren Lage fand das Spiel in Belfast unter schärfsten Sicherheitsvorkehrungen statt. Die irische Postarbeitergewerkschaft unterbrach alle Telefonverbindungen und den Briefverkehr zum Hotel der Springboks. Während eines Empfangs der Südafrikaner im Leinster House kam es am 9. Januar in Dublin zu gewalttätigen Auseinandersetzungen zwischen Demonstranten und der Polizei. Einen Tag später zogen während des Spiels gegen die irischen Nationalmannschaft rund zehntausend Protestierende durch die Stadt.

## Spielplan
- Hintergrundfarbe grün = Sieg
- Hintergrundfarbe gelb = Unentschieden
- Hintergrundfarbe rot = Niederlage

(Test Matches sind grau unterlegt; Ergebnisse aus der Sicht Südafrikas)
| #  | Datum             | Gegner                                | Ort          | Stadion                    | Ergebnis |
| -- | ----------------- | ------------------------------------- | ------------ | -------------------------- | -------- |
| 01 | 05. November 1969 | Oxford University RFC                 | London       | Twickenham Stadium         | 3:6      |
| 02 | 08. November 1969 | Midland Counties East                 | Leicester    | Welford Road Stadium       | 11:9     |
| 03 | 12. November 1969 | Newport RFC                           | Newport      | Rodney Parade              | 6:11     |
| 04 | 15. November 1969 | Swansea RFC                           | Swansea      | St Helen’s                 | 12:0     |
| 05 | 19. November 1969 | Gwent                                 | Ebbw Vale    |                            | 17:8     |
| 06 | 22. November 1969 | London Counties                       | London       | Twickenham Stadium         | 22:6     |
| 07 | 26. November 1969 | North Western Counties                | Manchester   | White City Stadium         | 12:9     |
| 08 | 29. November 1969 | Ulster Rugby                          | Belfast      | Ravenhill Stadium          | 0:0      |
| 09 | 30. November 1969 | New Brighton FC & North of Ireland FC | New Brighton |                            | 22:6     |
| 10 | 02. Dezember 1969 | The North                             | Aberdeen     |                            | 37:3     |
| 11 | 06. Dezember 1969 | Schottland                            | Edinburgh    | Murrayfield Stadium        | 3:6      |
| 12 | 10. Dezember 1969 | Aberavon RFC & Neath RFC              | Port Talbot  | Talbot Athletic Ground     | 27:0     |
| 13 | 13. Dezember 1969 | Cardiff RFC                           | Cardiff      | Cardiff Arms Park          | 17:3     |
| 14 | 16. Dezember 1969 | Combined Services                     | Aldershot    | Aldershot Military Stadium | 14:6     |
| 15 | 20. Dezember 1969 | England                               | London       | Twickenham Stadium         | 8:11     |
| 16 | 23. Dezember 1969 | South Western Counties                | Exeter       |                            | 9:6      |
| 17 | 27. Dezember 1969 | Western Counties                      | Bristol      |                            | 3:3      |
| 18 | 03. Januar 1970   | North Eastern Counties                | Gosforth     |                            | 24:11    |
| 19 | 06. Januar 1970   | Midland Counties West                 | Coventry     |                            | 21:6     |
| 20 | 10. Januar 1970   | Irland                                | Dublin       | Lansdowne Road             | 8:8      |
| 21 | 14. Januar 1970   | Munster Rugby                         | Limerick     | Thomond Park               | 25:9     |
| 22 | 17. Januar 1970   | South of Scotland                     | Galashiels   | Netherdale                 | 3:0      |
| 23 | 20. Januar 1970   | Neath RFC & Aberavon RFC              | Neath        | The Gnoll                  | 3:3      |
| 24 | 24. Januar 1970   | Wales                                 | Cardiff      | Cardiff Arms Park          | 6:6      |
| 25 | 28. Januar 1970   | Southern Counties                     | Gloucester   |                            | 13:0     |
| 26 | 31. Januar 1970   | Barbarians                            | London       | Twickenham Stadium         | 21:12    |

## Test Matches
| 6. Dezember 1969 | Schottland                         | 6 : 3         | Südafrika            | Murrayfield Stadium, Edinburgh Zuschauer: 30.000 Schiedsrichter: Meirion Joseph (Wales) |
| 6. Dezember 1969 | Versuche: Smith Straftritte: Smith | (0:3) Bericht | Straftritte: Visagie | Murrayfield Stadium, Edinburgh Zuschauer: 30.000 Schiedsrichter: Meirion Joseph (Wales) |

Aufstellungen:
- Schottland: Rodger Arneil, Alastair Biggar, Gordon Brown, Sandy Carmichael, John Frame, Alexander Hinshelwood, Frank Laidlaw, Wilson Lauder, Ian McLauchlan, Duncan Paterson, Chris Rea, Ian Robertson, Ian Smith, Peter Stagg, Jim Telfer  
 Auswechselspieler: Gordon Connell, Derek Deans, Alastair McHarg, Ian Murchie, Brian Simmers, Norman Suddon
- Südafrika: Tommy Bedford , Gabriel Carelse, Charles Cockrell, Henry de Villiers, Dirk de Vos, Frik du Preez, Jan Ellis, Piet Greyling, Hannes Marais, Gert Muller, Tiny Neethling, Sydney Nomis, Eben Olivier, Antonie Roux, Piet Visagie 
 Auswechselspieler: Albert Bates, Mike Lawless, Mof Myburgh, Andy van der Watt

| 20. Dezember 1969 | England                                                        | 11 : 8        | Südafrika                                                   | Twickenham Stadium, London Zuschauer: 62.000 Schiedsrichter: Kevin Kelleher (Irland) |
| 20. Dezember 1969 | Versuche: Larter Pullin Erhöhungen: Hiller Straftritte: Hiller | (3:8) Bericht | Versuche: Greyling Erhöhungen: Visagie Straftritte: Visagie | Twickenham Stadium, London Zuschauer: 62.000 Schiedsrichter: Kevin Kelleher (Irland) |

Aufstellungen:
- England: Tony Bucknall, Mike Davis, David Duckham, Keith Fairbrother, Keith Fielding, Peter Hale, Bob Hiller , Peter Larter, John Pullin, Roger Shackleton, John Spencer, Nigel Starmer-Smith, Stack Stevens, Bob Taylor 
 Auswechselspieler: Bryan West 
 John Finlan, Roger Harris, Phil Hayward, Barry Jackson, Chris Wardlow, Malcolm Young
- Südafrika: Albert Bates, Tommy Bedford, Izak de Klerk, Henry de Villiers, Dawie de Villiers , Andre de Wet, Piet Greyling, Hannes Marais, Mof Myburgh, Sydney Nomis, Eben Olivier, Antonie Roux, Andy van der Watt, Piet Visagie, Donald Walton 
 Auswechselspieler: Charles Cockrell, Dirk de Vos, Mike Lawless, Jacobus Neethling

| 10. Januar 1970 | Irland                                                    | 8 : 8         | Südafrika                                                                 | Lansdowne Road, Dublin Zuschauer: 28.000 Schiedsrichter: T. Grierson (Schottland) |
| 10. Januar 1970 | Versuche: Duggan Erhöhungen: Kiernan Straftritte: Kiernan | (5:3) Bericht | Versuche: Greyling Erhöhungen: H. de Villiers Straftritte: H. de Villiers | Lansdowne Road, Dublin Zuschauer: 28.000 Schiedsrichter: T. Grierson (Schottland) |

Aufstellungen:
- Irland: Barry Bresnihan, William Brown, Eric Campbell, Alan Duggan, Mike Gibson, Ken Goodall, Kenneth Kennedy, Tom Kiernan , Ronald Lamont, Willie John McBride, Barry McGann, Syd Millar, Philip O’Callaghan, Fergus Slattery, Roger Young 
 Liam Hall, Ray McLoughlin, P. F. Madigan, Terry Moore, Barry O’Driscoll, Harry Rea
- Südafrika: Tommy Bedford, Charles Cockrell, Izak de Klerk, Dawie de Villiers , Henry de Villiers, Frik du Preez, Jan Ellis, Piet Greyling, Mike Lawless, Hannes Marais, Mof Myburgh, Sydney Nomis, Antonie Roux, Mannetjies Roux, Andy van der Watt 
 Auswechselspieler: Robert Barnard, Dirk de Vos, Jacobus Neethling, Piet Visagie

| 24. Januar 1970 | Wales                                 | 6 : 6         | Südafrika                                  | Cardiff Arms Park, Cardiff Zuschauer: 42.000 Schiedsrichter: George Lamb (England) |
| 24. Januar 1970 | Versuche: Edwards Erhöhungen: Edwards | (3:3) Bericht | Versuche: Nomis Erhöhungen: H. de Villiers | Cardiff Arms Park, Cardiff Zuschauer: 42.000 Schiedsrichter: George Lamb (England) |

Aufstellungen:
- Wales: Phil Bennett, Mervyn Davies, John Dawes, Gareth Edwards, Geoffrey Evans, Ian Hall, Dennis Hughes, Barry John, Barry Llewelyn, Dai Morris, Victor Perrins, Billy Raybould, Delme Thomas, Denzil Williams, J. P. R. Williams 
 Auswechselspieler: Derek Quinnell, Jim Shanklin, G. J. Treharre, Jeff Young
- Südafrika: Tommy Bedford, Charles Cockrell, Izak de Klerk, Frik du Preez, Dawie de Villiers , Henry de Villiers, Jan Ellis, Piet Greyling, Mike Lawless, Hannes Marais, Gert Muller, Mof Myburgh, Sydney Nomis, Antonie Roux, Johann van der Merwe 
 Auswechselspieler: Robert Barnard, Dirk de Vos, Jacobus Neethling, Piet Visagie